# Parga (gmina)
Parga (gr. Δήμος Πάργας, Dimos Pargas) – gmina w Grecji, w administracji zdecentralizowanej Epir-Macedonia Zachodnia, w regionie Epir, w jednostce regionalnej Preweza. W 2011 roku liczyła 11 866 mieszkańców. Powstała 1 stycznia 2011 roku w wyniku połączenia dotychczasowych gmin Parga i Fanari. Siedzibą gminy jest Kanalaki, a historyczną siedzibą jest Parga.